# Manoir de la Palue
Le manoir de la Palue est un édifice situé à Domfront, dans le département de l'Orne, en France.

## Historique
Ancienne place forte située dans une zone marécageuse, la Palue, remonte au XIe siècle. Le lieu est mentionné au XIVe siècle. Il comporte des douves et comportait un pont-levis, aujourd'hui disparu. Le manoir actuel fut construit entre les XIe et XVIe siècles. La Palue est le vieux frère du château de Chantepie. 

## Architecture
Le manoir est composé d'un corps de logis à plan rectangulaire, à un étage carré, avec des murs en grès. Au centre du logis se situe la tourelle de l'escalier, à la base cylindrique et carrée dans sa partie supérieure, surmontée d'une toiture en bâtière à pignon découvert à l'origine. Le retour d'équerre semble plus moderne. La toiture est en tuile et l'on remarque des chimères aux rampants de celle-ci.
Il subsiste quelques éléments défensifs, ainsi qu'une petite salle de guet au niveau supérieur de la tourelle, avec la cheminée. La pièce du rez-de-chaussée a conservé son volume, mais les pièces à l'étage furent modifiées aux XVIIIe et XIXe siècles. Des ouvertures furent percées au XVIIe siècle.
Les façades et les toitures furent inscrites inscrites tu titre des monuments historiques par arrêté du 30 mars 1976 et l'ensemble des pièces du rez-de-chaussée du logis principal est inscrit arrêté du 23 novembre 2004.